# とちあいか
とちあいかは、イチゴの栽培品種。栃木県の代表的なイチゴの品種である「とちおとめ」が萎黄病にかかりやすいことから、耐病性がある品種として栃木県農業試験場いちご研究所によって開発された。酸味を抑え甘さが際立つのが特徴で、一般消費者への販売を志向した品種である。
とちあいかの名称が一般投票によって決定するまでは、「栃木i37号」と呼ばれていた。2018年に品種登録が申請され、2019年より商業生産・流通が行われている。

## 特徴

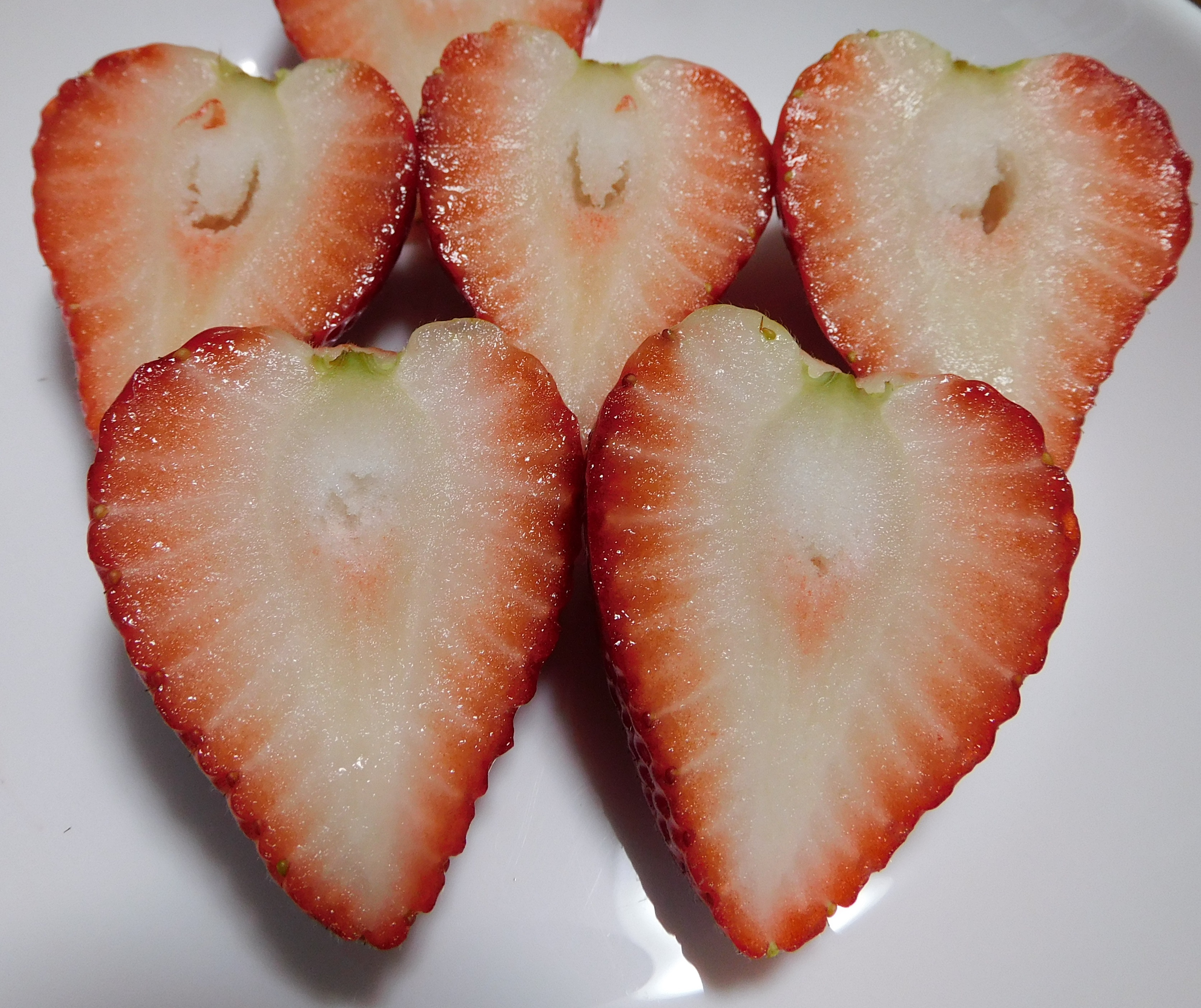
とちあいかの断面

とちあいかは、耐病性が高いため生産者にとっては栽培しやすく、酸味が弱く甘いため消費者が食べやすいという特徴を持つ。また単位面積あたりの収穫量が「とちおとめ」の1.3倍あり、既存品種より早い10月下旬から出荷できるという生産面の優位性がある。生産者と消費者の双方にとってメリットのある品種であることから、栃木県はとちおとめと並ぶ、あるいはとちおとめを超える主力品種に育てていくことを目指している。
既存品種の「とちおとめ」が業務用（洋菓子などへの加工用）と一般消費用、「スカイベリー」が贈答用との位置付けにあるのに対し、とちあいかは一般消費者をターゲットとしている。また、とちおとめよりも実が硬めであることから長距離輸送が可能となり、関西方面への出荷や日本国外への輸出も視野に入れている。形は円錐形で、ヘタの部分がへこんでいるため、実を半分に切ると、断面がハートの形になる。これを生かしてクリスマスやバレンタインデーなどの季節行事での訴求が期待されている。
2019年11月から12月にかけて、栃木県農業試験場いちご研究所が181人に対して品種名を伏せてとちおとめと食べ比べを実施したところ、甘み・酸味・外観・食感・香りの5つの評価項目すべてでとちあいかがとちおとめを上回った。老若男女を問わず、とちあいかの方が評価が高く、特に女子大生は85%がとちあいかの方を購入したいと回答した。

## 歴史
栃木県は仁井田一郎がイチゴ栽培の普及に尽力したことで、1968年以降イチゴ生産量日本一を継続し、2018年には県が「いちご王国」を宣言した。栃木県のイチゴと言えば、とちおとめとスカイベリーが品種として定着しているが、産地ごとに独自の品種があり、熾烈な競争が切り広げられていることから、新品種の開発も続けられている。とちおとめの欠点改善を目標として、2011年に栃木市の栃木県農業試験場いちご研究所で新品種の開発が始まった。交配開始から7年をかけて、栃木県では10番目となるイチゴの新品種「栃木i37号」が完成し、品種登録を申請した。
2018年11月13日、農林水産省は「栃木i37号」について出願公表した。11月15日に全国農業協同組合連合会栃木県本部（JA全農とちぎ）が主催する「いちご王国とちぎ流通懇談会」（東京都）の席では、栃木県知事の福田富一が早速新品種の売り込みを行った。
2019年3月26日に栃木県は栃木i37号を「普及品種」に指定し、6月6日にはいちご研究所が観光いちご園経営者または直売のみの生産者の中から最大5戸を対象に苗の有償配布を行うと発表した。配布対象がこの条件になったのは、苗の供給の都合と、観光客へ新品種を訴求したいという思惑があったからである。同年の「栃木i37号」の作付農家は65戸で、栽培面積は2.5ヘクタール、見込み出荷量は125トンであった。7月には、栃木県の特許庁への商標登録出願状況から、新品種の名称候補は、あきね・とちあかり・とちあいか・とちまる・えみか・とちれいわの6つであると下野新聞が報じた。2019年は台風19号が襲来し、被災した農家もあったが、10月28日に4戸の農家が356パック・96キログラムを初出荷した。この時点では名前が決まっていなかったため、「栃木i37号」として出荷した。はが野農業協同組合（JAはが野）の2020年産（2019年10月 - 2020年6月）の栃木i37号の販売額は、試験販売という位置付けであったため5900万円と少なく、とちおとめの88億7600万円とは大きな開きがあった。
2020年7月28日、福田富一知事は定例記者会見で、栃木i37号の名称が「とちあいか」に決定したと発表した。2019年10月から2020年3月まで行われた一般投票で最多の2,782票を獲得した名称であり、「愛されるとちぎの果実」と言う願いが込められている。10月30日にとちあいかの名称決定後初の出荷が行われ、45キログラムが大田市場などへ流通していった。同年は250戸が16ヘクタールで栽培し、12月に本格的な出荷を迎えた。栃木県と農業協同組合は2021年シーズン（2020年10月 - 2021年6月）を「市場評価を受ける勝負の年」と位置付けたが、コロナ禍のために試食会などの対面での宣伝が難しいことから、専用ウェブサイトや動画などを作成し、オンラインでの広報を進める方針である。
2021年1月、スイーツパラダイスと資生堂パーラーのいちごフェアで、とちあいかが対象のイチゴの1つに選ばれた。